# Wij (popgroep)
Wij was een Nederlandse gelegenheidspopgroep, die in 1996 de single De oorlog meegemaakt uitbracht.
'Wij' werd samengesteld door Henkjan Smits, die toen A&R Manager bij BMG was, om De oorlog meegemaakt uit te brengen. De song was gecomponeerd door Jan Tekstra en geschreven door Dolf Jansen. De tekst was een combinatie van gedichten van middelbare scholieren, die schreven over hoe zij de oorlog beleefden. Vier coupletten, eentje belicht vanuit een 'buurman die de Tweede Wereldoorlog heeft meegemaakt', een vanuit een (Noord-)Ier, een vanuit een meisje uit Sarajevo en een van een Nederlander die via televisie en kranten de oorlog dagelijks 'meemaakt'.
Oorspronkelijk zou Ramses Shaffy het couplet van 'buurman die de Tweede Wereldoorlog heeft meegemaakt' zingen. Op de dag van opname was Shaffy ziek en werd Reniet Vrieze voor dit couplet gevraagd. 'Wij' bestond naast Vrieze uit Dolf Jansen (laatste couplet), Ilse DeLange (Zofie, 3e couplet) en Rick DeVito (Sean/Paddy, 2e couplet). De oorlog meegemaakt kwam in Nederland niet verder dan de Tipparade, maar werd desondanks op een aantal verzamel-cd's met Nederlandstalige hits uit de jaren 90 opgenomen.
In 2022 schreef Dolf Jansen twee nieuwe coupletten vanwege de Russisch-Oekraïense Oorlog, Smits meldde mei 2023 dat hij geen uitvoerenden kon vinden voor een nieuwe opname. 
- MusicBrainz: fb4798e2-5f56-439c-8682-8889820e44bb